# Anne Ubersfeld
Anne Ubersfeld (* 18. Juni 1918 in Besançon; † 28. Oktober 2010 in Paris) war eine französische Romanistin und Theaterwissenschaftlerin.

## Leben und Werk
Anne Ubersfeld studierte an der École normale supérieure, wurde aber 1940 wegen ihrer jüdischen Abstammung ausgeschlossen. Nach ihrem Engagement in der Résistance bestand sie 1944 die Agrégation und unterrichtete. Sie habilitierte sich 1972 bei Pierre-Georges Castex mit der Schrift Le roi et le bouffon. Étude sur le théâtre de Hugo de 1830 à 1839 (Paris 1974, 2001) und lehrte an der Universität Paris III. Sie war Direktorin des dortigen Instituts für Theaterwissenschaft (Institut d'Études Théâtrales, 1959 gegründet von Raymond Lebègue und Jacques Scherer).
Am Institut d'Études Théâtrales der Universität Paris III trägt ein Raum ihren Namen.

## Weitere Werke

### Lire le théâtre
- Lire le théâtre, Paris 1977 (mehrere Auflagen, zuletzt 1998) 
  - serbokroatisch: Čitanje pozorišta, Belgrad 1982
  - italienisch:Theatrikón. Leggere il teatro, Rom 1984, 1994
  - spanisch: Semiótica teatral, Madrid 1989, 1993, 1998
  - englisch: Reading Theatre, 2 Bde., Toronto 1999
  - slowenisch: Brati gledališče, Laibach 2002
  - polnisch: Czytanie teatru, Warschau 2002, 2007
  - chinesisch, Peking 2004
- L’École du spectateur, Paris 1981, 1996 (Lire le théâtre 2)
  - spanisch:La escuela del espectador, Madrid 1996
  - italienisch: Leggere lo spettacolo, Rom 2008, 2011
- Le dialogue de théâtre, Paris 1996 (Lire le théâtre 3)
  - englisch: Theatrical dialogue, New York, Toronto 2002

### Theatergeschichte
- Paul Claudel. Autobiographie et histoire. "Partage de midi", Paris 1981, 1999
- Paroles de Hugo, Paris 1985 (Sammelschrift)
- Le roman d’"Hernani", Paris 1985
- Vinaver dramaturge, Paris 1989
- Le théâtre et la cité de Corneille à Kantor, Brüssel 1991 (Sammelschrift)
- Théophile Gautier, Paris 1992
- Le Drame romantique, Paris 1993
- Antoine Vitez metteur en scène et poète, Paris 1994
- Les termes clés de l’analyse du théâtre, Paris 1996 
  - spanisch: Diccionario de términos claves del análisis teatral, Buenos Aires 2002
- Antoine Vitez, Nathan, Paris 1998
- Bernard-Marie Koltès, Paris 1999
- Victor Hugo et le théâtre, Paris 2002
- Paul Claudel. Poète du XX° siècle, Arles 2005
- Galions engloutis, hrsg. von  Pierre Frantz, Isabelle Moindrot und Florence Naugrette, Rennes 2011 (Sammelschrift, Vorworte von Michel Vinaver und Jean-Marie Villégier)

### Herausgebertätigkeit (Auswahl)
- (mit Roland Desné) Manuel d’histoire littéraire de la France, hrsg. von Pierre Abraham und Roland Desné, Band 2. 1600-1715, Paris 1966, 1975
  - (mit Roland Desné) Histoire littéraire de la France, hrsg. von Pierre Abraham und Roland Desné, Bände 3 und 4, 1600-1660. 1660-1715, Paris 1975, 1987
- Victor Hugo, Ruy Blas. Édition critique, 2 Bde., Paris 1971–1972

(weitere Herausgabe von Werken von Racine, Diderot, Beaumarchais, Victor Hugo, Alfred de Musset, Théophile Gautier und Armand Salacrou)